# ボヴェツ
ボヴェツ（Bovec, ドイツ語：Flitsch, イタリア語：Plezzo）は、スロベニア北西にあるアルプス山脈の小さな町であり、そして地方行政区画としての市でもある。リュブリャナからは136km離れていて、標高は434mである。ボヴェツはトリグラフ国立公園の一部であり、プレディル峠に沿ってジュリアアルプスのトレンタ渓谷に位置する。
ボヴェツの特色は、ソチャ川の水源地、106mのボカ滝、カニンスキーリゾート、多数のホテル、スポーツ用の飛行場（LJBO）である。